# Verdelet
Verdelet ist eine Anfang des 20. Jahrhunderts durch den französischen Züchter Albert Seibel neu gezüchtete Weißweinsorte. Sie ist eine Kreuzung zwischen Seibel 5455 und Seibel 4938 und gehört zur großen Familie der Seibel-Reben. Zwischen 1888 und Anfang der 1930er Jahre züchtete Seibel unzählige interspezifische Rebsorten im Kampf gegen die Reblaus. Es handelt sich dabei um eine überaus komplexe Züchtung, in der Gene der Wildreben Vitis labrusca, Vitis rupestris, Vitis aestivalis, Vitis cinerea, Vitis berlandieri und Vitis vinifera vorhanden sind. Die Weißweine der Sorte sind recht neutral aber aufgrund des Einflusses amerikanischer Wildreben etwas unangenehm im Geschmack (→ Fox-Ton).
Aufgrund der frühen Reife findet man die Rebsorte in Anbaugebieten mit kühlem Klima. In Frankreich wurde sie aufgrund der schönen Trauben als Tafeltraube geschätzt, obwohl die Beeren geschmacklich nicht an die des Gutedels heranreichen. Ihr Anbau wurde daher in Frankreich aufgegeben. In Deutschland hingegen wird sie hingegen noch in begrenztem Maß angebaut. In einigen Anbaugebieten der Vereinigten Staaten wird sie jedoch noch angebaut (→ Weinbau in Arkansas) und in Kanada ist sie ebenfalls zu finden.
Synonym: Zuchtstammnummer Seibel 9110. Darüber hinaus ist die Sorte unter den Namen Verdelet blanc, Verdelette (in Kanada) und White Early bekannt
Abstammung: Plantet (vulgo Seibel 5455) x Seibel 4938. Seibel 4938 ist ihrerseits eine Kreuzung der Sorten Seibel 880 x Seibel 2718.

## Ampelographische Sortenmerkmale
In der Ampelographie wird der Habitus folgendermaßen beschrieben:
- Die Triebspitze ist offen. Sie ist weißwollig behaart. Die hellen gelb-grünen Jungblätter sind nur leicht behaart.
- Die Blätter sind dreilappig und schwach gebuchtet. Die Stielbucht ist lyrenförmig offen. Das Blatt ist spitz gesägt. Die Zähne sind im Vergleich der Rebsorten sehr eng gesetzt.
- Die walzenförmige Traube ist mittelgroß und dichtbeerig. Die leicht länglichen Beeren sind ebenfalls mittelgroß und von blassweißer Farbe.

Die mittelspät austreibende Rebsorte reift ca. 5–6 Tage nach dem Gutedel und ist somit innerhalb der weißen Rebsorten früh reifend, so dass sie in kühlen Lagen ausreifen kann. Die Sorte ist sehr empfindlich gegen den Falschen Mehltau, so dass die Reben mindestens 3 × jährlich behandelt werden müssen.
Siehe auch die Artikel Weinbau in Frankreich, Weinbau in Kanada und Weinbau in den Vereinigten Staaten sowie die Liste von Rebsorten.